# Алштет (Тирингија)
Алштет (њем. Ahlstädt) општина је у њемачкој савезној држави Тирингија. Једно је од 43 општинска средишта округа Хилдбургхаузен. Према процјени из 2010. у општини је живјело 142 становника. Посједује регионалну шифру (AGS) 16069001.

## Географија
Алштет се налази у савезној држави Тирингија у округу Хилдбургхаузен. Општина се налази на надморској висини од 460 метара. Површина општине износи 2,3 km².

## Становништво
У самом мјесту је, према процјени из 2010. године, живјело 142 становника. Просјечна густина становништва износи 61 становника/km².